# Langayo
Langayo è un comune spagnolo di 426 abitanti situato nella comunità autonoma di Castiglia e León.